# Aeroportul Mala Mala
Aeroportul Mala Mala (IATA: AAM, ICAO: FAMD) este un aeroport din Provincia Mpumalanga, Africa de Sud.
Situat la o altitudine de 343 m, aeroportul dispune de o singură pistă.